# 林齊
48°34′17″N 22°32′59″E / 48.57139°N 22.54972°E
林齊（烏克蘭語：Лінці），是烏克蘭的村落，位於該國西部外喀爾巴阡州，由烏日霍羅德區負責管轄，面積0.9平方公里，2001年人口784，人口密度每平方公里871人。